# Tina Black
Valesca Machado da Silva (Rio de Janeiro, 6 de maio de 1996), mais conhecida como Tina Black, é uma lutadora profissional de MMA. Ela realiza lutas pela categoria Invicta Fighting Championships (Invicta FC) e, atualmente, é detentora do cinturão na categoria peso-palha (até 52 kg).

## História e carreira
Natural do Rio de Janeiro, Valesca entrou no mundo das lutas por um convite de seu cunhado, que era professor de muay-thai. Mesmo relutando em participar de uma aula demonstrativa, ela definiu a experiência como "paixão à primeira vista".
O apelido "Tina" surgiu ainda na infância por conta de seu irmão mais novo, que a chamava de "Tininha" quando era pequeno. Já o complemento "Black" foi ideia da também lutadora Poliana Botelho em alusão ao cabelo black power que Valesca possuía quando treinava com ela.
Tina fez sua estreia no Invicta em setembro de 2022, com uma vitória por decisão unânime sobre a americana Liz Tracy. Com o resultado positivo, a brasileira ganhou a oportunidade de participar do GP do peso-palha em novembro, em Denver, nos Estados Unidos, para disputar o cinturão da categoria.
No evento, Tina precisou vencer duas lutas na mesma noite para levar o título. Na primeira, ela derrotou a compatriota Ediana "Mel Pitbull" Silva por decisão dividida dos juízes. Já na segunda, superou a polonesa Karolina Wójcik por decisão unânime e conquistou o cinturão.
Em março de 2023, a brasileira defenderá o cinturão pela primeira vez diante da irlandesa Danni Mccormack.

## Cartel
Em toda a carreira, Tina Black fez um total de 16 lutas como profissional, com 12 vitórias, três derrotas e uma luta sem resultado. Dessas vitórias, quatro foram por nocaute, uma foi por finalização e sete foram por decisão dos juízes. Quanto aos reveses, Tina nunca perdeu uma luta por nocaute ou finalização.